# Chloé Caulier
Pour les articles homonymes, voir Caulier.
Chloé Caulier, née le 18 novembre 1996 à Ixelles, est une grimpeuse belge.

## Biographie
Elle remporte aux Championnats d'Europe d'escalade 2020 à Moscou sa première médaille continentale avec la médaille d'argent en bloc.
En 2023, elle remporte pour la 10e fois le titre de championne de Belgique de bloc.

## Palmarès

### Championnats d'Europe
- 2020 à Moscou,  Russie
  -  Médaille d'argent en bloc